# Bernat Moreno
Bernat Moreno (San Cristóbal de La Laguna, 1983), quien firma sus trabajos como Marroiak, es un ilustrador e historietista español. Sus libros combinan texto e ilustración sin llegar a ser cómics propiamente dichos.

## Biografía

### Inicios profesionales
Bernat estudió Bellas Artes en la Universidad Miguel Hernández de Elche sin llegar a finalizar sus estudios. El año 2014 publicó su primer álbum ilustrado, IBIZA! Souvenir Book, a través de la plataforma de micromecenazgo, Verkami.
El año 2015 publicó su segundo libro, I LOVE MISTAKES, un ensayo ilustrado en favor del error.

## Obra
| Años | Título               | Tipo           | Publicación |
| ---- | -------------------- | -------------- | ----------- |
| 2013 | IBIZA! Souvenir Book | Libro de viaje | Autoedición |
| 2015 | I LOVE MISTAKES      | Artbook        | Autoedición |
| 2016 | Nepal                | Artbook        | Autoedición |
| 2017 | Oliva                | Artbook        | Autoedición |